# Medo de Sentir
"Medo de sentir" é uma canção de Elisa Silva que representará Portugal no Festival Eurovisão da Canção 2020 em Roterdão.

## Festival Eurovisão da Canção
A música representará Portugal no Eurovision Song Contest 2020, depois que Elisa foi selecionada no Festival da Canção 2020, a competição musical que seleciona as entradas de Portugal para o Festival Eurovisão da Canção. Em 28 de janeiro de 2020, foi realizado um sorteio especial que colocou cada país em uma das duas meias-finais, bem como em qual metade do show eles se apresentariam. Portugal foi colocado na segunda semifinal, a ser realizada em 14 de maio de 2020, e estava programado para se apresentar na segunda metade do show.